# 急性灰白髄炎
急性灰白髄炎（きゅうせいかいはくずいえん、poliomyelitis）は、ポリオ (Polio) とも呼ばれる、ピコルナウイルス科、エンテロウイルス属のポリオウイルスによるウイルス性感染症。ポリオは、Poliomyelitis（ポリオマイアライティス）の省略形。ポリオウイルスが原因で、脊髄の灰白質（特に脊髄の前角）が炎症を起こす。症例の約75%は無症候性である。発生する可能性のある軽度の症状には、喉の痛みや発熱が含まれる。症例の割合で、頭痛、首のこわばり、感覚異常などのより重篤な症状が発症する。これらの症状は通常1〜2週間以内に回復する。一般的でない症状は、永久的な麻痺であり、極端な場合には死亡する可能性がある。 回復から数年後、ポリオ後症候群が発生する可能性があり、最初の感染時に人が持っていたものと同様の筋肉衰弱の発達が遅い。初めの数日間は胃腸炎のような症状が現れ、その後1パーセント以下の確率で、ウイルスに関連した左右非対称性の弛緩性麻痺（下肢に多い）を呈する病気である。
日本では、感染症の予防及び感染症の患者に対する医療に関する法律で、2類感染症に分類されている。

## 徴候と症状
| 症状                  | 症例比率        |
| --------------------- | --------------- |
| 無症状                | 72%             |
| 軽微な症状            | 24%             |
| 非麻痺型 無菌性髄膜炎 | 1–5%            |
| 麻痺型急性灰白髄炎    | 0.1–0.5%        |
| — 脊髄ポリオ          | 麻痺型症例の79% |
| — 延髄脊髄ポリオ      | 麻痺型症例の19% |
| — 延髄ポリオ          | 麻痺型症例の2%  |

「急性灰白髄炎」の名はポリオウイルスの3つの血清型、いずれの血清型に起因する感染症に対しても使用される。ポリオ感染の症状は大きく2つに分類できる。1つが不全型ポリオとも呼ばれる中枢神経系（CNS）が関わらない軽微な症状、もう1つがCNSの関わる重篤な症状であり、後者は麻痺を伴う場合と伴わない場合がある。正常な免疫系を持ったヒトではポリオウイルスの感染はその約90 - 95%が不顕性である。稀にポリオウイルスの感染が上部気道感染症（咽頭痛、発熱など）、消化器障害（吐き気、嘔吐、腹痛、便秘、稀に下痢）、感冒様症状などの軽微な症状を引き起こす。
ウイルスが中枢神経系に進入するのは感染者内の1%程度である。CNSの感染を伴う場合、多くの患者が頭痛、首痛、背部痛、腹痛、末端痛、発熱、嘔吐、脱力、神経過敏（irritability）を伴う非麻痺型髄膜炎に発展する。1000人の感染者の内、1から5人が麻痺型の疾患へと進行し、筋力が低下、自立困難になり、最終的に急性弛緩性麻痺として知られる完全な麻痺状態に陥る。麻痺の部位に応じ、麻痺型のポリオは脊髄型、延髄型（球麻痺型）、延髄脊髄型（球麻痺・脊髄麻痺型）に分類される。脳自体に感染が及ぶ脳炎は稀であり、かつ基本的に新生児に限定される。脳炎においては錯乱、精神状態の変化、頭痛、発熱、そして稀に発作、痙性麻痺が生じる。

## 病原体

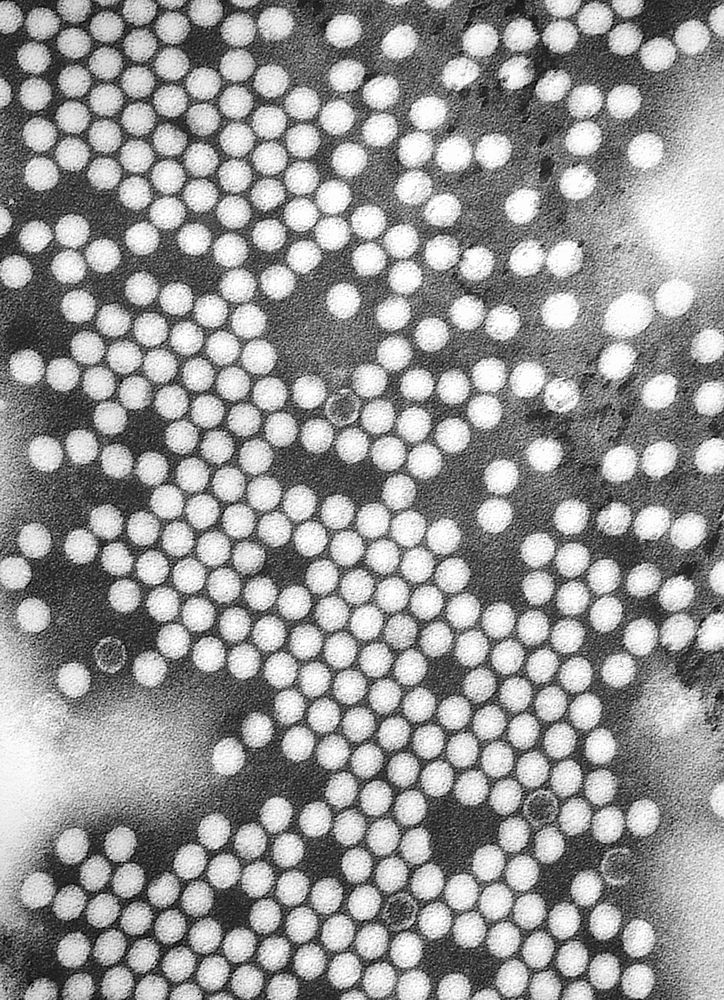
ポリオウイルスの透過型電子顕微鏡像

急性灰白髄炎はポリオウイルスとして知られるエンテロウイルス属のウイルスの感染によって生じる。この属のRNAウイルスは消化器系で増殖し、特に咽頭や小腸を感染巣とする。初期徴候、症状までの潜伏期は3日から35日までの幅をとるが、一般的には6日から20日の間となる。ポリオウイルスはヒトのみに感染し、疾患を引き起こす病原体である。構造は極めて単純で、一本鎖の (+) 鎖RNAゲノムとそれを包むタンパク質の殻、カプシドのみによって構成される。カプシドはポリオウイルスの遺伝物質を保護するだけでなく、ポリオウイルスを特定の細胞に感染させることもできる。これまでに3つの血清型が同定されてきた。それぞれ1型、2型、3型と命名され、それぞれわずかにカプシドタンパク質に違いがある。3つの血清型全てが極めて病原性が高く、同一の症状を引き起こす。1型は最も感染頻度が高い型で、麻痺との関連性が最も強い。
症状が出るかどうか、自然感染かポリオワクチンによる予防接種かどうかを問わず、ポリオウイルスの曝露を受けたヒトは免疫を獲得する。免疫を持つヒトの体内には扁桃や消化器系にポリオウイルスに対するIgAが存在し、ウイルスの増殖を防ぐ。また、ポリオウイルスに対するIgGやIgMはウイルスが中枢神経系の運動ニューロンに進入するのを防ぐ。ある血清型に対する自然感染ないしワクチンは他の血清型に対する免疫を誘導しないため、完全な防御には各血清型の曝露を必要とする。
稀にポリオウイルス以外のエンテロウイルスが感染することでポリオウイルス様の症状を引き起こすこともある。

### 感染経路
急性灰白髄炎は糞口経路（腸管が感染源）ないし口口経路（口腔咽頭が感染源）によって感染し、いずれの経路も感染性が高い。流行地域ではほぼ全てのヒトに野生型ポリオウイルスが感染する。温帯気候においては季節性に流行し、夏から秋にかけて新規感染が増加する。一方、熱帯地域ではこの流行の季節性はほとんど不明瞭となる。潜伏期（incubation period）として知られる曝露から初期症状までの期間は、通常6日から20日で、最短で3日、最長では35日間となる。ウイルス粒子は初期感染の後、数週間にわたって糞便中に排泄される。ポリオは基本的には汚染された食べ物や水の摂取による糞口経路で伝播する。一方で偶発的に口口経路によって伝播することもあり、特に公衆衛生が整備された衛生的な地域によって観察される。ポリオの感染性は発症の前後7から10日の間に最も高くなるが、唾液や糞便中にウイルスが存在している限り感染の可能性がある。
ポリオの感染や重篤化の危険性を高くする因子として、免疫不全、栄養失調、麻痺発症直後の物理的運動、ワクチンや治療薬の接種による筋骨格系の損傷、妊娠がある。妊娠時にウイルスは血液胎盤関門を通過できるが、胎児は母体の感染にもポリオワクチン接種にも影響を受けないようである。母体の抗体もまた胎盤を通過し、新生児を生後2～3ヶ月に渡りポリオ感染から保護する受動免疫を与える。

## 病態生理

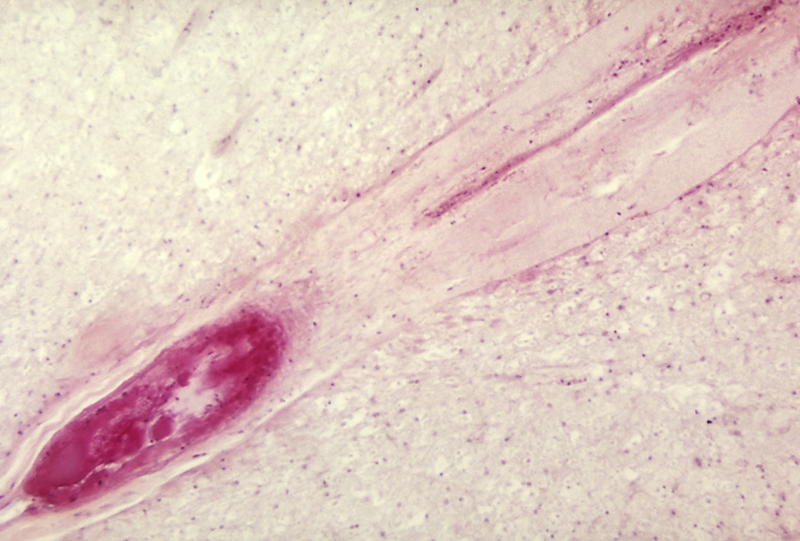
ポリオにより閉塞した腰部前脊髄動脈

ポリオウイルスは口から体内に侵入し、最初に咽頭か小腸粘膜の細胞に感染する。細胞への感染においては細胞表面に発現し、ポリオウイルス受容体としても知られる免疫グロブリン様受容体、CD155分子に結合することで細胞内へ進入する。細胞内へ侵入したウイルスは宿主細胞のセントラルドグマを乗っ取り、複製を開始する。ポリオウイルスはおよそ1週間で消化器系の細胞内で増殖し、そこからさらに扁桃（特に扁桃の胚中心にいる、濾胞樹状細胞）、パイエル板のM細胞を含む腸管リンパ組織、および頸部ないし腸間膜リンパ節へと感染を広げ、その場で十分に増殖を重ねる。そしてウイルスはさらに血流へと進入する。
ウイルス血症として知られる血流へのウイルスの拡散により、ポリオウイルスは全身へ拡散する。ポリオウイルスは血中およびリンパ液中で長期間生存、増殖可能で、17週間にわたり循環することがある。少数の症例においてはウイルスが褐色脂肪、細網内皮系、筋などの他の組織でも増殖する。この持続的なウイルスの増殖は重度のウイルス血症を招き、軽微な感冒様症状の発展につながる。稀にこれがさらに進行し、ウイルスが中枢神経系へ侵入、局所的な炎症反応を誘起する。中枢神経系にウイルスが侵入してもなお、多くの症例では脳を包む層状の組織、髄膜に炎症が限局し、これは非麻痺型無菌性髄膜炎と呼ばれる。CNSへの感染がウイルスに与える利点は無いと考えられており、CNSへの感染は通常の消化器感染から事故的に生じるようである。ウイルスがCNSへと広がる方法はほとんど理解されていないが、基本的には偶発的であるようで、感染者の年齢、性、社会経済学的地位はCNSへの移行の有無にはほとんど影響しない。

### 麻痺型ポリオ

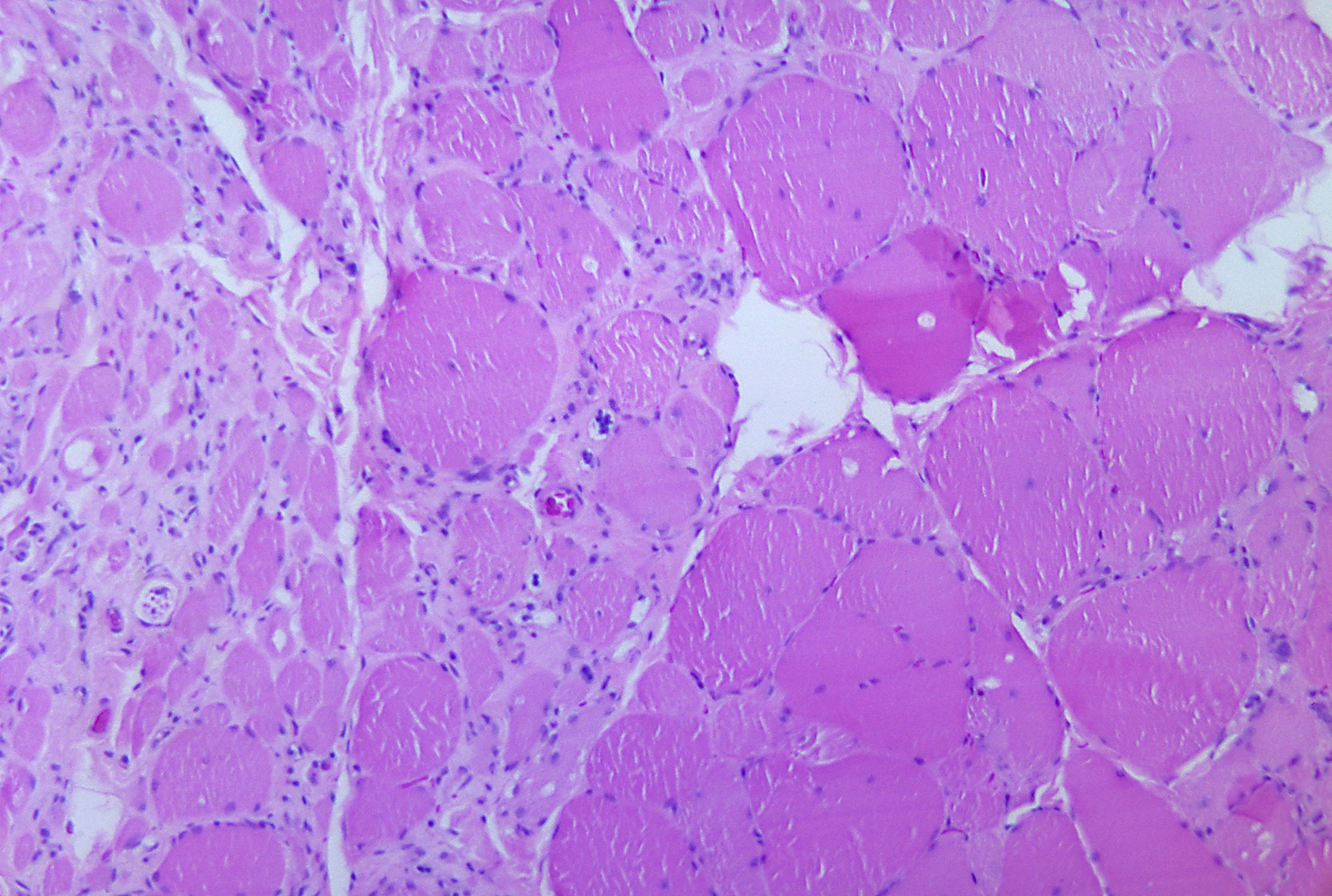
ポリオウイルス感染に続発する骨格筋組織の神経細胞破壊が麻痺の原因となる。

感染者のおよそ1%でポリオウイルスは特定の神経線維にそって感染を広げ、脊髄、脳幹、運動皮質の運動ニューロンを好んで細胞内において増殖、これを破壊する。これが麻痺型急性灰白髄炎の形成につながる。麻痺型のポリオの様々な臨床型（脊髄型、延髄型、延髄脊髄型）は神経が受ける損傷の大きさと炎症が起きる部位、影響を受けるCNSの部位が異なるだけで本質的には同一である。
神経細胞の破壊は後根神経節内に病変を形成する。同様の病変は網様体、前庭神経核、小脳虫部、深部小脳核にも形成されうる。麻痺に関連した破壊的変化はは他にも前脳領域、特に視床下部と視床に発生する。ポリオウイルスが麻痺を起こす分子機構はほとんど理解されていない。
早期麻痺型ポリオの症状は高熱、頭痛、背部と首のこわばり、様々な部位における非対称性の筋力低下、接触への過敏、嚥下困難、筋肉痛、表在反射と深部反射の消失、痺れ、神経過敏、便秘、排尿困難などである。麻痺へは通常、発症の1日から10日後に進行し、2日から3日継続、発熱が収まるとそれ以上進行しない。
麻痺型ポリオ発症の期待値は年齢と共に増加し、麻痺の範囲も同様である。小児においてはCNSに感染した症例でも非麻痺型髄膜炎に帰結する事がほとんどであり、麻痺は1000件当たりでわずか1件においてのみ発生する。一方で成人の場合、麻痺型は75件当たり1件の頻度で発生する。5歳以下では片方の脚の麻痺が最も多い。しかし、成人では胸部および腹部を冒す広範な麻痺が四肢にも影響する（頸髄損傷）事がより多くなる。麻痺型の頻度は感染したポリオウイルスの血清型によっても変化し、一番高い1型では1/200、一番低い2型では1/2000の頻度でそれぞれ麻痺を生じる。

#### 脊髄ポリオ

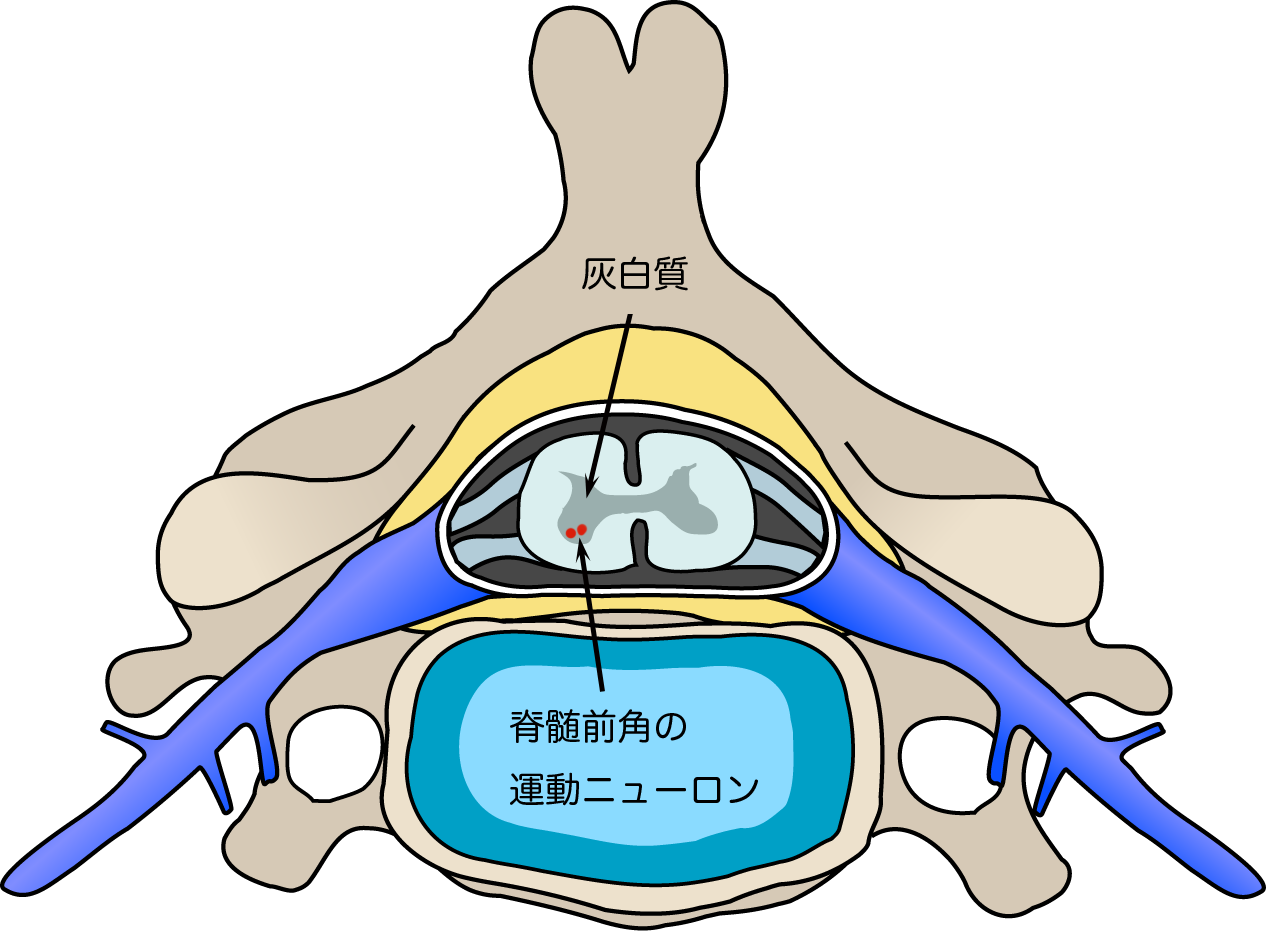
脊髄の前角における運動ニューロンの位置

脊髄ポリオは麻痺型ポリオで一番多い型で、前角、すなわち脊柱の腹側にある灰白質の運動ニューロンにウイルスが侵入した結果として生じ、この運動ニューロンは胴部、四肢、肋間の筋肉を含む、筋肉の運動を支配する。ウイルスの侵入は神経の炎症を生じ、運動ニューロンの神経節の損傷と破壊に繋がる。脊髄の神経細胞が死ぬと、ワーラー変性が発生、死んだ神経細胞が元々支配していた筋肉は弱ってしまう。神経細胞の破壊によって被支配筋は脳や脊髄からの信号を受け取れなくなり、神経刺激を受け取らなくなった筋は萎縮、弱った筋肉は制御困難になって最終的に完全な麻痺に至る。麻痺の重篤度は急速に最大に達し（2日から4日）、通常発熱と筋肉痛を伴う。深部腱反射にも影響はおよび、消失ないし低下する。一方で麻痺した四肢の感覚障害が起こることはない。
脊髄麻痺の範囲は影響を受けた神経の領域に依存し、頸部、胸部、腰部の各領域に影響が及ぶ可能性がある。ウイルスの影響が体の両側におよぶこともあるが、多くの場合、麻痺は非対称的である。どの四肢も、そしてどの四肢の組み合わせも麻痺になりうる。つまり、片脚の事もあれば片腕の事もあり、また両脚両腕におよぶ事もある。麻痺はしばしば遠位（指先や爪先）よりも近位（上腕や大腿の付け根）でより重篤となる。

#### 延髄ポリオ

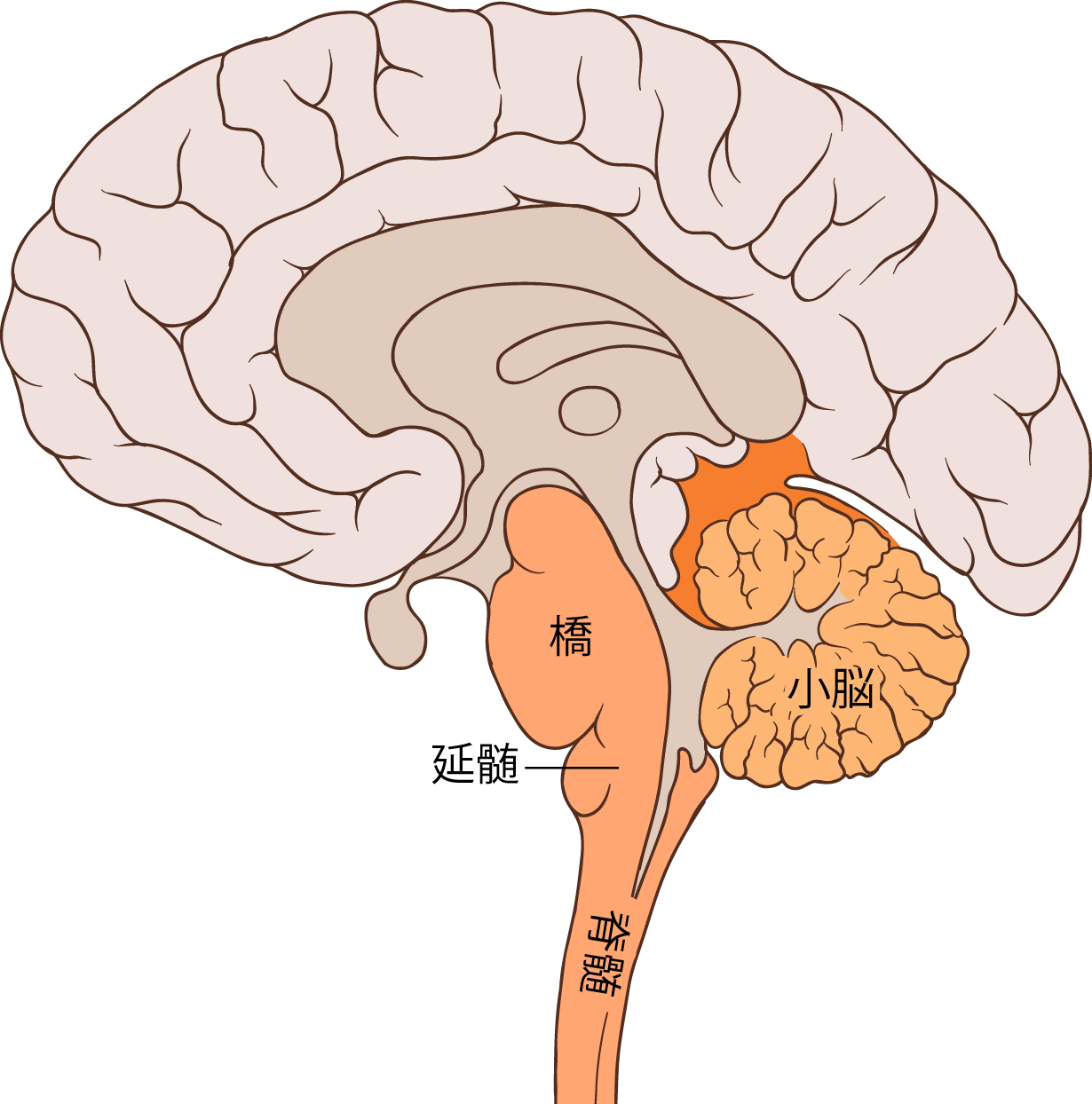
延髄（オレンジ）位置と解剖

麻痺型ポリオの2%を占める延髄ポリオはポリオウイルスが脳幹の延髄において神経を侵し、破壊する事で発生する。延髄領域は大脳皮質を脳幹へと繋げる白質経路である。この部位の神経細胞の破壊は脳神経に支配される筋力を低下させ、脳炎症状を引き起こし、呼吸困難、発話障害、嚥下障害を招く。この型のポリオによって影響を受ける神経で重要なのは舌咽神経（嚥下と喉の機能、舌の運動、味覚を部分的に支配）、迷走神経（心臓、小腸、肺へ信号を送る）、および副神経（上頸部の運動を支配）である。嚥下機能に対して与える影響により、粘膜分泌物の気道流入が増加、窒息を招く。他の徴候、症状として顔面麻痺（頬、涙管、歯肉、および顔面と上記の構造の周囲の筋を支配する、三叉神経と顔面神経の破壊によって生じる）、複視、咀嚼困難、呼吸数、呼吸深度、呼吸リズムの異常（呼吸停止に進行しうる）がある。肺水腫とショックも生じる事があり、死に至る事がある。

#### 延髄脊髄ポリオ
全麻痺型ポリオ症例のおおよそ19%は延髄症状と脊髄症状の両者を示し、この型のポリオは呼吸障害型ポリオ (respiratory polio)、あるいは延髄脊髄ポリオと呼ばれる。この場合、ウイルスは頸髄の上部（頸椎のC3からC5まで）に障害を与え、横隔膜の麻痺が生じる。この型のポリオで影響を受ける神経で重要なのが横隔神経（横隔膜を動かして肺を膨らます）と嚥下に必要な筋を支配する神経である。これらの神経を破壊する事で、この型のポリオは呼吸に影響し、患者は人工呼吸器による補助無しには呼吸困難、あるいは呼吸不可能な状態となる。また、腕や脚の麻痺を生じうる他、嚥下と心機能にも影響を与える事もある。

## 診断
患者が急性に脱力麻痺を一本ないし数本の四肢において発症し、他の明らかな原因無しに麻痺した四肢の腱反射が減衰ないし消失し、かつ知覚や意識の消失が無い場合、臨床症状から麻痺型ポリオが疑われる。
通常、実験室的な診断は糞便試料か咽頭拭い液からポリオウイルスを分離することによって行われる。ポリオウイルスに対する抗体にも診断的価値があり、発症初期の試料とそれから3週間後の試料を比較し、力価が4倍増加した場合はポリオウイルス感染が示唆される。ただし、入院時には既に多量の抗体を検出することがあり、力価の増加は必ずしも検出されない。腰椎穿刺によって得られる患者の脳脊髄液の解析は、白血球数（基本的にリンパ球）の増加やタンパク質レベルの軽度増加を証明する。脳脊髄液からのウイルス分離も麻痺型ポリオに対する診断的価値を持つが、めったに検出されない。
急性脱力麻痺に陥った患者からポリオウイルスが分離された場合はさらにDNA指紋法や、最近ではPCR法によるさらなる検査が行われ、分離されたウイルスが野生型（自然感染によって感染するウイルス）か、それともワクチン株（ポリオワクチンを生産するために用いられる株に由来するウイルス）かを明らかにする。野生型ポリオウイルスによって生じる麻痺型ポリオ症例一件につき、200から3000人の感染性を持つ不顕性キャリアが存在すると算出されるため、ウイルスの感染源を明らかにするのは重要である。

## 治療
ポリオには特異的な治療法は無い。治療の焦点は、対症療法による不快症状の緩和、回復の補助、合併症の予防に置かれてきた。支持療法は萎縮した筋の感染を防ぐ抗生物質、痛みを緩和する鎮痛薬、軽い運動、栄養療法を含む。ポリオの治療はしばしば長期に渡るリハビリを必要とし、作業療法、理学療法、運動療法、装具装着、靴型装具装着などが行われ、そして整形手術が行われる事もある。
移動型の人工呼吸器が、呼吸の補助のために必要になる事もある。歴史的に患者が自発呼吸をできるようになるまで（一般的に1週間から2週間）、鉄の肺とも呼ばれる非侵襲的な陰圧呼吸器が、急性ポリオ感染時における人工的な呼吸の維持のために使われた。現在では永続的な呼吸麻痺を持つ多くのポリオ生存者が胸から腹を覆う、近代的なジャケットタイプの陰圧呼吸器を使用している。
他にも歴史的ポリオ治療法として水療法、電気療法、マッサージと受動運動、腱伸長法や神経移植などの外科療法などが行われた。

## 予後

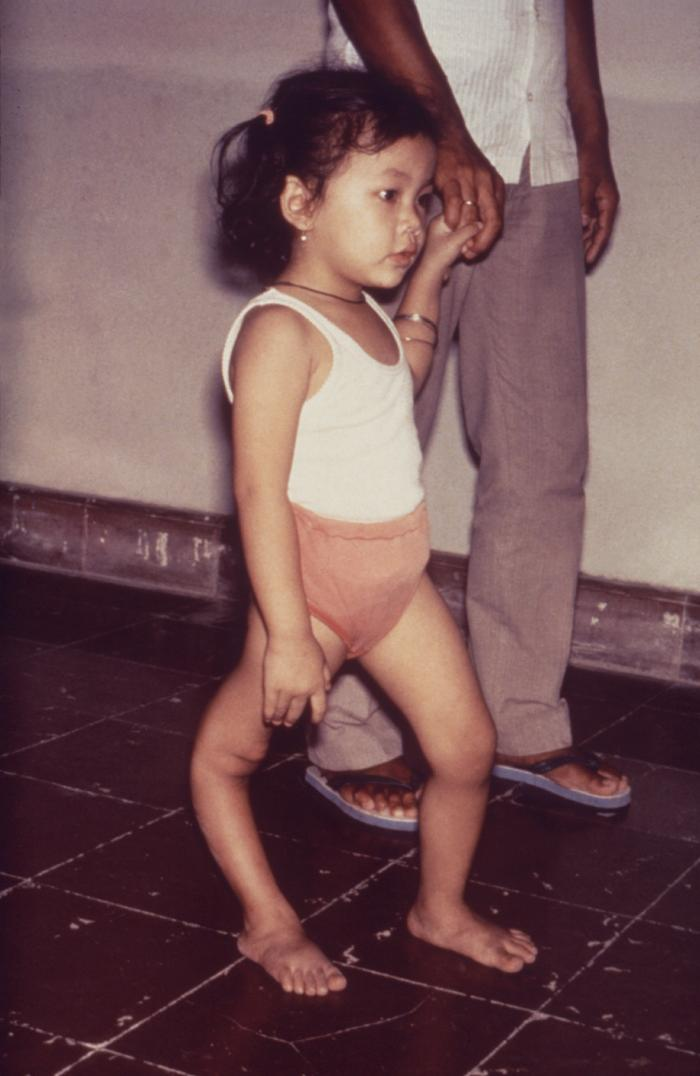
ポリオのために右足が変形した子供。

不全型ポリオの場合、患者は完全に回復する。無菌性髄膜炎のみに終わった場合、症状は2日から10日継続するが、これも完全に回復する。脊髄ポリオの場合、ポリオウイルスの影響を受けた神経細胞が完全に破壊されると、麻痺は永続的となる。一方で神経細胞が破壊されず、一時的な機能不全に陥った場合は発症後4から6週間で回復する。脊髄ポリオ患者の半分は完治し、四分の一が軽度の障害を持ち、残りの四分の一は重度の障害が残る。急性期の麻痺も生涯にわたる麻痺も、その重篤度はウイルス血症の度合いに比例し、かつ免疫の強度に反比例するようである。脊髄ポリオが死に至る事は珍しい。
呼吸の補助が無い呼吸器症状を伴う急性灰白髄炎の帰結は窒息や分泌物の吸入による肺炎を含む。麻痺型ポリオ患者全体で5 - 10 %の患者は呼吸筋の麻痺が原因で死に至る。致命率は年齢によって異なり、小児で2 - 5%、成人で15 - 30%までの患者が死亡する。延髄ポリオは呼吸補助が無いとしばしば死を招く。呼吸補助があれば致命率は患者の年齢によって25から75%の幅をとる。間欠性陽圧呼吸器が利用できれば致死率は15%まで低下しうる。

### 回復
急性灰白髄炎の麻痺は多くの場合一時的なものである。麻痺していた筋への神経刺激は1ヶ月以内に復活し、通常6から8ヶ月で完全に回復する。麻痺型急性灰白髄炎の回復に関する神経生理学的行程は完全に効果的であり、元々の運動ニューロンが半分失われたとしても筋肉は正常な機能を維持できる。感染後12から18ヶ月後に筋力がわずかに回復する事もあり得るが、麻痺が1年経過してもなお継続する場合は永続的な麻痺になるようである。
ポリオからの回復に関わる修復機構の一つに神経終末端の発芽がある。この機構によって脳幹や脊髄の運動ニューロンは新たな枝分かれや軸索発芽を構築する。新しい分岐はポリオ感染の急性期に神経支配を失った筋繊維に再び神経刺激を与える事ができ、筋繊維は収縮能力を回復して強度を改善できるようになる。終末端の発芽は数本の著しく肥大した運動ニューロンを生み出し、肥大した運動ニューロンは以前の4から5倍の仕事をこなす。例えば、ある運動ニューロンが元々200本の筋繊維を支配していた場合、その運動ニューロンは800から1000本の筋繊維を支配するようになる。リハビリの段階において生じ、筋力の復元に寄与する他の回復機構として、運動による筋繊維肥大と、II型筋繊維のI型筋繊維への変換がある。
以上のような生理学行程に加え、生体は麻痺の後遺症を持っていても機能を維持するために代償機構を数多く持っている。代償機構には弱い筋を本来の収縮能力を超えて用いたり、元々あまり使われない筋の運動能力を成長させたりする事が挙げられる。

### 後遺症
麻痺型ポリオにおいて、後遺症となる合併症は、回復期の最初の段階に続いて発生する。筋の不全麻痺と麻痺は骨格の変形、関節の拘縮、運動障害を生じる事がある。一旦四肢の筋が脱力状態に陥ると、他の筋の機能までを妨害する。この他の筋の機能妨害によって生じる典型的な徴候が尖足（内反足に似た状態）である。尖足のような骨格の変形は、つま先を下に下げる筋（底屈）が働く一方でつま先を挙げる筋（背屈）が働かない時に発生し、足は自然と倒れ込むようになる。この変形が治療されず放置されると背側のアキレス腱が収縮し、足を正常な位置に置く事ができなくなる。内反足に至ったポリオの犠牲者はかかとを接地できず、普通の歩き方ができない。また、同様の現象は腕の麻痺でも生じうる。患者によってはポリオの影響を受けた脚の成長が阻害され、反対側の脚が正常に発育する事もある。結果的に一方の脚がもう一方の脚に比べて短くなり、患者は片側に傾きながら脚を引きずる。そして脊椎側彎症のような脊椎の変形に至る。

### ポストポリオ症候群
幼少期において麻痺型ポリオを発症した人の25%から50%は急性症状の回復から数十年後に、特に新たな筋力低下や極度の倦怠感などのさらなる症状を発現する。この状態はポストポリオ症候群（PPS、ポリオ後症候群）、ポストポリオ後遺症として知られる。ポストポリオ症候群の症状は麻痺型ポリオの回復期に形成された過剰に肥大した運動単位の失調が関与していると考えられている。ポストポリオ症候群のリスクを増大する寄与因子には運動単位の喪失を伴う加齢、急性期からの回復後に残った後遺症の存在、神経の過剰使用と無使用の両者が含まれる。ポストポリオ症候群はゆっくりと進行する病気で、これに対する特異的な治療法は存在しない。ポストポリオ症候群は感染によって起きるものではなく、この症状を発現した人はポリオウイルスを排出しない。

## 予防

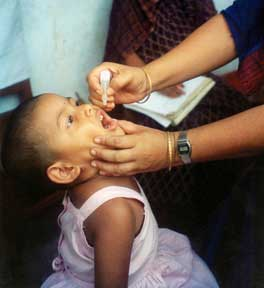
経口生ポリオワクチンを投与される子供

経口生ポリオワクチン（3価又は1価）又は不活化ポリオワクチン（3価）の接種が、唯一の予防法である。野生株流行時はワクチンが予防効果を発揮する。生ワクチンでは弱毒化した生きたポリオウイルスそのものを接種して感染させるため、ワクチンウイルス感染による麻痺性ポリオ発症が100万分の1の割合で生じる。
ポリオは、ウイルスが中枢神経に感染することによって引き起こされるので、ホルマリン処理されウイルスが生きていない不活化ワクチンを接種してもポリオは発症しない。
野生株によるポリオ感染が無くなった地域・国家では、麻痺を起こさない、より安全な不活化ワクチンへ移行している。
日本では、2012年（平成24年）9月1日に生ポリオワクチンの定期予防接種は中止され、単独の不活化ポリオワクチンが導入され、2012年（平成24年）11月1日からは、四種混合ワクチン（ジフテリア・百日咳・破傷風・不活化ポリオ）が導入された。不活化ポリオワクチンは、初回接種3回、追加接種1回、合計4回の接種が必要である。
ポリオは、1988年の世界保健機関（WHO）総会において、2000年までの根絶が決議されたが、2019年現在で1型と3型ポリオは根絶されていない状況である。根絶計画により流行地域は非常に狭まっている。WHOが2020年にアフリカ大陸での根絶を宣言し、この時点で野生株によるポリオ常在国はパキスタンとアフガニスタン。となっている。しかし、渡航者などによる飛び火で、周辺国でも報告例が相次いでいるので、感染症情報には常に注意を要する。
日本では、厚生労働省検疫所が、ナイジェリア、パキスタン、アフガニスタンおよびその他の流行地への渡航者に対して、追加接種を推奨している。WHOの推奨では、この追加接種は、経口生ポリオワクチンか不活化ポリオワクチンの接種を3回完了していることが前提である。
また日本では、1975年（昭和50年）から1977年（昭和52年）に生まれた人は、ポリオ3型に対する免疫（抗体）を持つ割合が他の年齢層に比べて低いため、国立感染症研究所は流行地域の渡航に関わらず再接種を勧奨しているが、ワクチン接種は自由診療の任意接種である。

## 疫学と各国の状況
| 2018年におけるポリオ発生件数 |        |  |               |
| 国                           | 野生種 |  | 状況          |
| パキスタン                   | 12     |  | 流行地域、1型 |
| アフガニスタン               | 21     |  | 流行地域、1型 |
| 合計                         | 33     |  |               |

一般には、脊髄性小児麻痺（略して小児麻痺）と呼ばれることが多いが、これは5歳以下の小児の罹患率が高い（90%以上）ことからで、成人でも感染しうる。
季節的には、夏から秋にかけて多く発生する。1961年から、ポリオワクチンの予防接種が実施されている。日本では、1980年に野生株によるポリオ感染が根絶され、その後は定期接種で行われる経口生ポリオワクチン（OPV：Oral Polio Vaccine）からしか発症していないが、世界では、パキスタンとアフガニスタンが流行地域である。世界保健機関 (WHO) は、全世界での根絶を目指している。
ポリオは1988年には世界125カ国において年間35万症例が発生していたが、日本を含む国際社会の真摯な取り組みにより、2009年には約1600症例にまで減少した。その後の推移は2010年1349例、2011年650例、2012年は223例、2013年は385例、2014年は359例、2015年は71例、2016年は37例、2017年22例、2018年は33例となっている。
2020年現在、ポリオの常在国はパキスタン、アフガニスタンの2カ国のみとなり、根絶へ向けた最終段階に入っている。しかし、これらの国々は何れも政治・社会的な理由から、子供たちへの予防接種が困難であったり、資金量の低下によって、ポリオ根絶に向けた足踏み状態が続いている。
しかし、ここでポリオ根絶に向けた取組みを加速化させなければ、ポリオ発症例数が増加に転じ、さらに周辺国への感染被害を引き起こし、これまでの根絶への努力が無駄になってしまう恐れがある。実際に、2011年時点では、常在国4カ国の周辺17カ国においてもポリオ症例が報告されていた。2012年2月、12ヶ月間新たなポリオの発生がなかったインドは、正式に常在国から削除され、大きな前進である。
2014年3月27日には、WHOにより以下の地域を含む東南アジア地域におけるポリオの根絶が宣言された：インド、インドネシア、スリランカ、タイ、朝鮮民主主義人民共和国、ネパール、バングラデシュ、東ティモール、ブータン、ミャンマー、モルディブ。これらの地域が追加されたことにより、世界人口の80%がポリオの根絶された地域に住んでいることになる。
2020年には、ナイジェリアが根絶国として認められたため、アフリカ大陸からポリオが根絶された（後述）。

### 常在国
パキスタン
2010年には144症例、2011年は198症例が報告された。カラチ、バローチスターン州、連邦直轄部族地域（パキスタン国内北西部のアフガニスタン国境地帯）が流行の中心。4カ国（その後の根絶国を含む）の常在国のうち、最も症例数が増加している。また、アフガニスタンとの国境地帯における大規模な人の移動による、度重なる再感染が課題である。パキスタンでのワクチン接種は紛争及び組織的な問題によって妨げられている。2013年から2014年にかけて合計66人のワクチン接種を行う医療関係者が殺害された。アラブ首長国連邦による1000万人の子供に対する4.4億ディルハムの支援および軍事的な状況の変化、医療関係者への襲撃者の逮捕により、2015年においては発生率が70%低下している。
アフガニスタン
2010年には25症例、2011年は80症例が報告された。紛争のため子どもたちへのアクセスが困難なヘルマンド州、カンダハール州とウルーズガーン州における13の地域が流行の中心。アフガニスタン紛争の主たる交戦勢力はいずれもポリオワクチン接種の支援を行っており、ポリオの発生率は急速に低下している。

### 2010年代以降の根絶国
なお、長年にわたって常在国リストだった国家に、インドとナイジェリアがある。
インド
2010年には42症例の報告があったが、2011年は1症例が報告されたのみであった。ウッタル・プラデーシュ州とビハール州が流行の中心であるが、mOPV1（1型単価ポリオ生ワクチン）の集中使用により2008年は3型ポリオが主に流行している。そのため、mOPV1に加えてmOPV3（3型単価ポリオ生ワクチン）を使用し流行の阻止を図った。2010年からは、1型、3型の2価ポリオワクチンbOPVが用いられている。2012年2月、1年間新たな患者の発生が無いことが確認されたことから、WHOは、インドを常在国リストから外した。その後、2014年3月27日には根絶が宣言された。
ナイジェリア
2003年に、当時ポリオが根絶されているとされていたナイジェリア北部において、ポリオワクチンはイスラム教の信仰に対抗するためのアメリカ合衆国及び国際連合の陰謀であり、真の信仰者たちを去勢するように作られているというファトワが宣言された。その後、ナイジェリアでポリオが再発生し他の数か国に広まった。2010年には21症例、2011年は62症例が報告された。2013年にはポリオワクチンの管理を行っていた9人の医療関係者がバイクに乗ったガンマンによって襲撃され、殺される事件がカノで発生した。これは最初で最後の襲撃であった。現地の伝統的・宗教的な指導者やポリオ生存者がポリオワクチンの接種運動の再開のために貢献し、ナイジェリアでは2014年7月24日以来ポリオは発生していないとみなされ、ナイジェリアは2015年9月26日に常在国リストからいったん除外された。もしも新たなポリオの発生がなければ、2017年にはポリオ根絶が宣言される予定であったが、2016年にボルノ州にて2名の新規患者が発生。根絶宣言は事実上先送りとなった。しかしながら以降の発症例は報告されず、2020年8月25日、世界保健機関はアフリカでポリオが根絶されたと宣言した。

### 日本
日本におけるポリオは、全国各地で流行がみられ、1910年代、1920年代、1930年代後半から1940年代後半、1951年1月から6月には、半年で1500名の患者が出た。このことから厚生省（当時）は1951年中に、法定伝染病に指定している。この時点では、死亡率は約二割とされている。
1960年春には北海道を中心に5,000名以上の患者が発生する大流行となった。そのため1961年にソビエト連邦から経口生ポリオワクチン（OPV）を緊急輸入し、一斉に投与することによって流行は急速に終息した。引き続いて日本産OPVが認可され、1963年からは日本産OPVの2回投与による定期接種が行われていた。1981年以後野生株のポリオの発生が見られず、2000年にWHOに対しポリオの根絶を報告した。
ただしOPVはごくまれ（数十万～数百万回に1回）に手足の麻痺が生じる。この為、日本と同じように野生株のポリオウイルスの流行していない国々では、ワクチンによる小児まひを防ぐために、1990年代後半から経口生ワクチンを不活化ワクチンに切り替えてきた。
日本では、野生株による麻痺性ポリオ患者の発生は、1980年を最後にみられないが、経口生ポリオワクチンを接種することで稀に麻痺性ポリオを発症することがあるほか、ワクチン株由来のウイルスによる小児以外の患者発生も報告されている。
2008年3月までに予防接種健康被害認定審査会において、生ポリオワクチン接種後に麻痺を発症したと認定された事例は、1989年度以降80件である。また、同審査会においてワクチンを接種された者からの二次感染と認定された事例は、2004年度以降5件である。この経口生ポリオワクチンによるポリオ発症が問題視されて、不活化ワクチンの再導入を求める民間の声が上がった。
こうした事態を受け、2012年4月19日に厚生労働省の薬事・食品衛生審議会医薬品第二部会が開催され、承認申請が行われている不活化ワクチンのうち1種について製造販売を行なっても問題ないとの結論に達し、2012年9月1日に生ポリオワクチンの定期予防接種は中止され、単独の不活化ポリオワクチンが導入され、2012年11月1日からは、4種混合ワクチン（ジフテリア・百日せき・破傷風・不活化ポリオ）が導入された。不活化ポリオワクチンは、初回接種3回、追加接種1回、合計4回の接種が必要である。
日本は、1997年に日本を含むWHO西太平洋地域において達成したポリオ根絶の経験を生かし、世界におけるポリオ根絶イニシアティブにおいても先駆者として貢献してきたが2011年8月、日本国政府はビル&メリンダ・ゲイツ財団との官民パートナーシップの下、革新的な手法を用いて約50億円のポリオ根絶支援を実施することを発表した。
これは、パキスタン政府によってポリオ根絶事業が一定の成果を出すことができれば、ビル&メリンダ・ゲイツ財団がパキスタン政府に代わって日本国政府に債務を返済するという「ローン・コンバージョン」と呼ばれる手法で、これによってパキスタン政府のポリオ根絶に向けたより一層の努力を引き出しつつ、最終的にパキスタン政府に債務負担を課すことなく、ポリオ根絶対策を支援することが可能となる。

## 類人猿
ポリオは大型類人猿に感染する。1964年に当時アメリカのフロリダ州にあったヤーキス国立霊長類研究センターで流行した。1966年にはタンザニアのゴンベ渓流国立公園で野生のチンパンジーにポリオが流行した。約60頭の集団のうち10頭が罹患し、うち4頭が死に、残る6頭に障害が残った。ゴンベでの流行は、近隣地区での人の間の流行の後のタイミングであることから、人からの感染を疑われている。

## 歴史

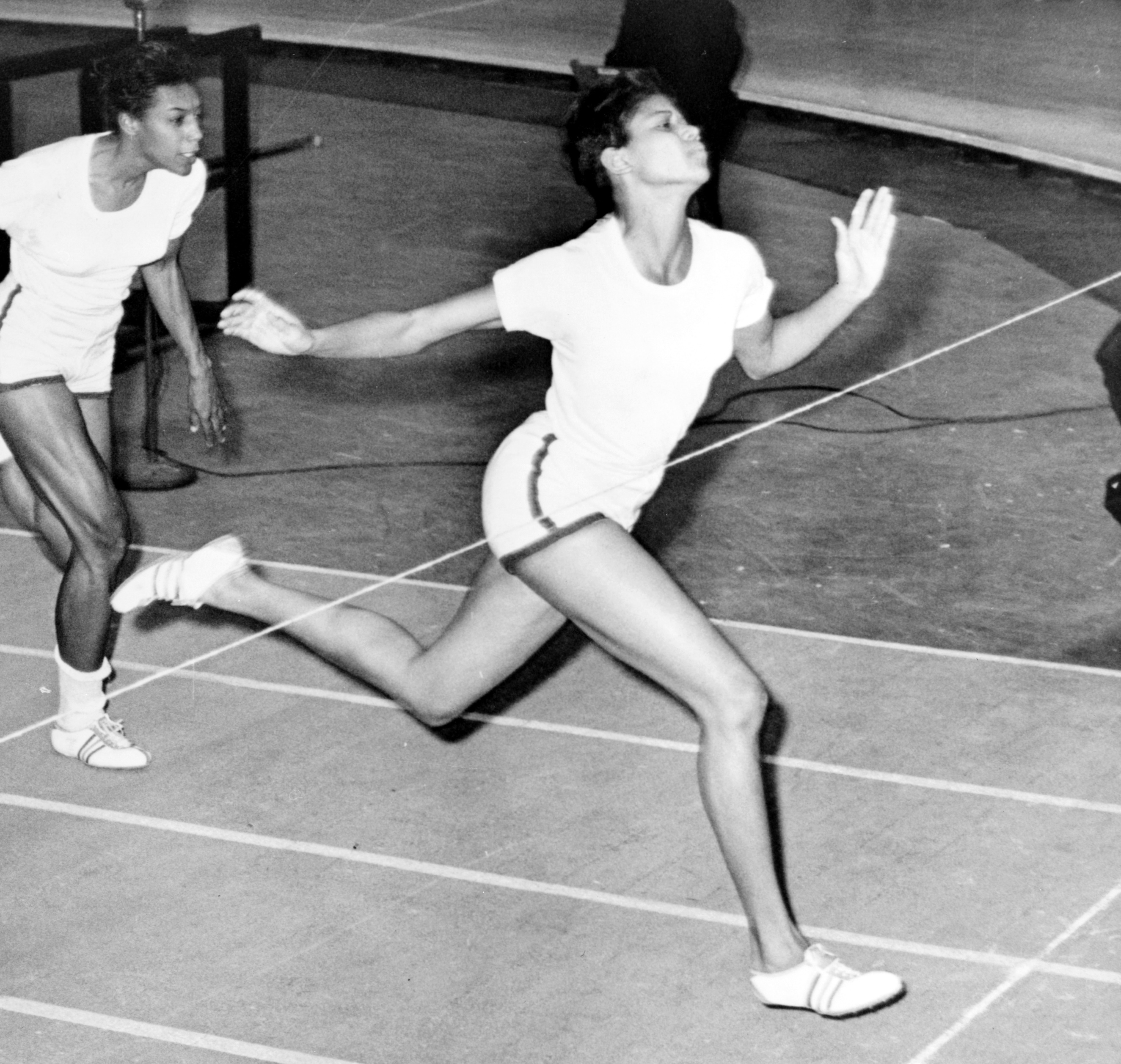
スラム街の貧しい家庭に未熟児として生まれたウィルマ・ルドルフ

ポリオの医学的な記載は、1840年のドイツのシュトゥットガルト郊外カンシュタットの医師ヤーコプ・ハイネによるものがはじめてであり、1887年にはスウェーデンの小児科医カール・オスカル・メディンによってポリオのストックホルムでの流行について詳細な報告がなされたことより、ヨーロッパでは当初「ハイネ-メディン病」と称されたこともあった。ポリオは、19世紀後半から20世紀前半にかけて欧米諸国で大流行し、第二次世界大戦後は世界的に流行した。
ポリオ患者として知られる著名人は数多い。たとえば、日本社会党委員長であり横浜市長も経験した飛鳥田一雄、ニュートリノの研究で2002年のノーベル物理学賞を受賞した小柴昌俊、リハビリのための日本舞踊に導かれ歌舞伎の名女形となった五代目坂東玉三郎、1960年ローマオリンピックで女子短距離3種目（女子100m、200m、400mR）で金メダルを獲得したウィルマ・ルドルフ、ユニバーサルデザインを造語したロナルド・メイス、ヴァイオリニストであり指揮者でもあるイツァーク・パールマンなどが知られる。

### 米国における歴史

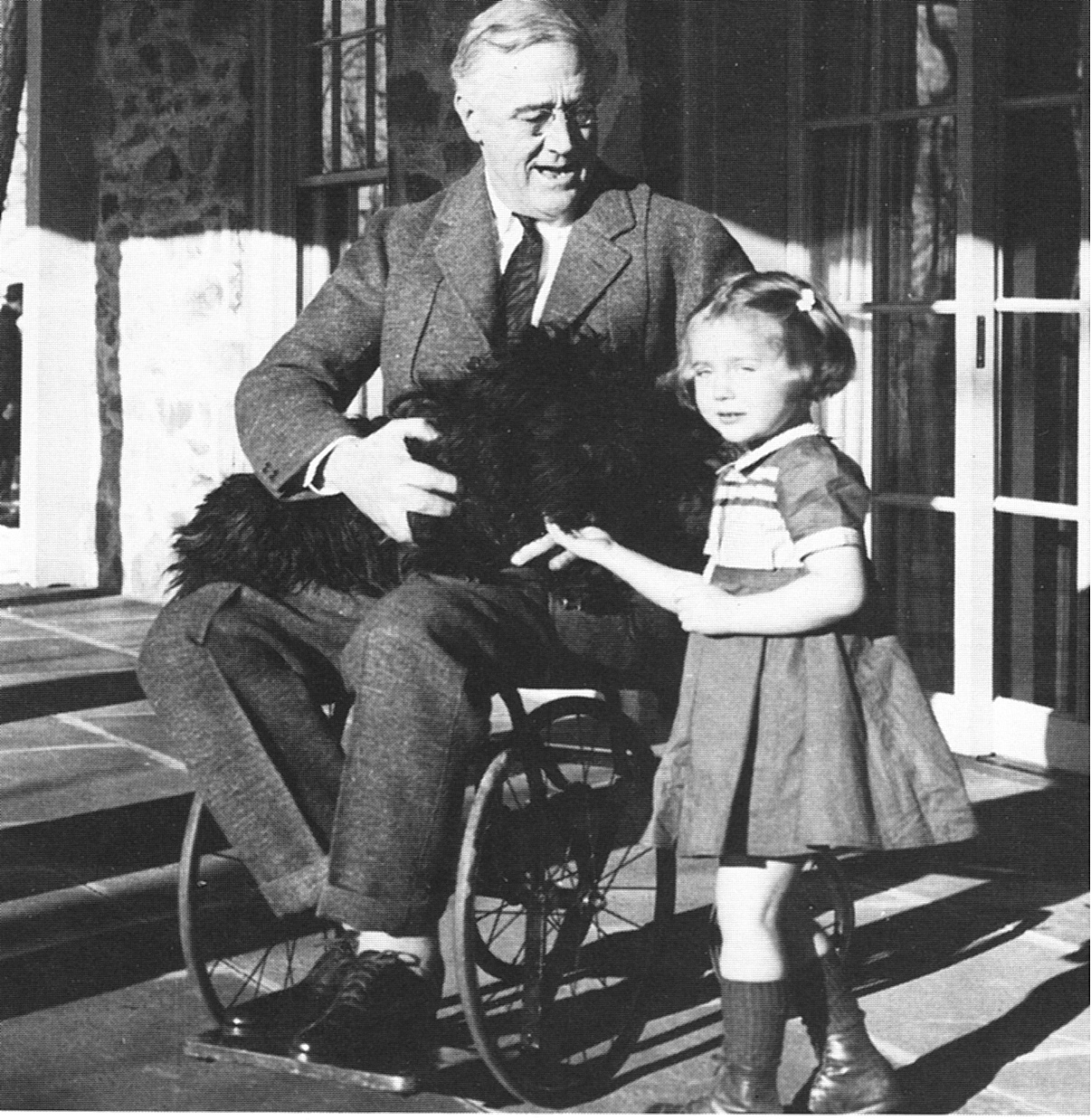
車いす姿のフランクリン・ルーズベルト

ポリオ患者として有名であった人物に第32代アメリカ合衆国大統領のフランクリン・ルーズベルトがいる。1921年にポリオに罹患したフランクリン・ルーズベルトはみずからの麻痺症状の治療のために、1926年にジョージア州ワームスプリングスの温泉地に土地を購入して別宅を建てた。しばしば同地に滞在したため、別宅は「リトルホワイトハウス」と呼ばれ、1945年4月にそこで死去している。
フランクリン・ルーズベルトは、後遺症により下半身はほぼ麻痺してしまったことから、みずからの障害体験を通して障害者支援には積極的で、大統領就任後、ポリオ対策のために国立小児麻痺財団（the National Foundation for Infantile Paralysis） を設立して募金活動を行い、ワームスプリングスには彼の死後、ルーズベルトポリオ病院が建てられた。ただ、日常生活において車いすを用いていたものの、その姿をマスメディアにみられるのを嫌い、車いす姿の写真も2枚しか残っていない。また、メディア側もあえてそのことを報道しなかったため、当時のアメリカ国民は大統領に麻痺があったことはほとんど知らなかったという。
2003年、フランクリン・ルーズベルトは実はポリオではなく、神経疾患であるギランバレー症候群であったという記事がアメリカ合衆国の医学情報誌に報告された。それによれば、39歳という壮年に達してから発症したことや、彼の症状8項目のうちの6項目がギランバレー症候群に特徴的な症状を示し、ポリオを示す症状は2項目にすぎなかったことから、ギランバレー症候群であった可能性が高いということである。ワームスプリングスのポリオ病院も、今日ではリハビリテーション施設に変わっている。

### 日本における歴史
日本では、1910年代、1920年代、1930年代後半から1940年代後半、1951年（昭和26年）1月から6月にかけて、および1960年（昭和35年）に流行している。とくに1960年春の北海道にはじまった大流行では、全国で5,606人と日本史上最大の患者届出があった。このとき、ワクチン接種を求める世論が大きな高まりをみせ、ジョナス・ソークによるアメリカ製の不活化ワクチンか、ソビエト連邦製の弱毒の生ワクチンの投与しか解決のみえない状況となった。効果においては生ワクチンの方が優れているが、当時の日本では生ワクチンの安全性は確認されておらず、国産の生ワクチンもなかった。また、輸入するとしても冷戦のさなかにあって西側に属していた日本は乗り越えるべき課題も多かったのである。
そうしたなか、第2次池田内閣の厚生大臣古井喜実は自由民主党内の反対を抑えて「責任は大臣が持ちます」と宣言して1961年（昭和36年）6月21日にソ連（および一部カナダ）からの緊急輸入が決定された。7月17日、テレビ司会者の高橋圭三（NHK）が生ワクチンを接種する様子が放映された。実は、このポリオ根絶キャンペーンの真の立役者はのちに日本社会党の国会議員となった上田哲であったという。NHK社会部の放送記者として活躍し、その後NHKの労働組合である日放労の委員長となった上田は、このときポリオ根絶をめざした「上田プラン」を唱えてNHKを動かし、厚生省を動かしたという。生ワクチン輸入については、のちに松山善三監督の映画『われ一粒の麦なれど』の主題ともなっている。
日本では、こうして世界にさきがけて徹底した全国一斉投与（NID）をおこなって、それが実をむすんで患者数は1963年（昭和38年）には100人以下に激減して、1981年（昭和56年）以降は集団的なポリオの発生は確認されていない。日本政府は2000年（平成12年）にWHOに対し、ポリオ根絶を報告している。
近年、日本ではポリオ感染による障害者の数が増加し、深刻な問題となっている。生ワクチンの投与は、上述のように、大流行時の緊急使用には際だった効果を有した実績があるものの、このワクチンによる免疫獲得率の低い世代が親になったこんにち、生ワクチンがむしろ小児麻痺の主な原因となっており、生ワクチンに使用されたウイルスが強毒化する事態も発生している。被害者からは医療行政への抗議とともに不活化ワクチンへの切り替えを求める声が出ており、2012年4月19日、厚生労働省の薬事・食品衛生審議会医薬品第二部会が開催され、承認申請が行われている不活化ワクチンのうち1種については製造・販売を行なっても問題ないとの結論が出て、同年9月1日よりポリオの定期接種は生ワクチンから不活化ワクチンに切り替えられた。

## 世界ポリオデー
10月24日が『世界ポリオデー』となっている。